# Transférabilité
 (mai 2012).
Si vous disposez d'ouvrages ou d'articles de référence ou si vous connaissez des sites web de qualité traitant du thème abordé ici, merci de compléter l'article en donnant les références utiles à sa vérifiabilité et en les liant à la section « Notes et références ».
Le terme transférabilité est utilisé en formation en général et en didactique des langues en particulier. Il s’agit d’un terme professionnel non référencé dans les dictionnaires courants. L’objectif de la transférabilité est de permettre aux apprenants d’utiliser le plus tôt possible les connaissances acquises en formation directement sur leur poste de travail (voir aussi didactique professionnelle).

## Transférabilité et autres concepts didactiques
Lié à la notion d’individualisation de la formation, la transférabilité des acquis doit permettre aux personnes suivant une formation de transférer de manière quasi immédiate les outils pratiques et/ou théoriques enseignés lors de chaque séance. La transférabilité s’inscrit donc pleinement dans la personnalisation de la formation car elle suppose notamment la prise en compte du caractère individuel du type d’apprentissage et accorde une importance cruciale  au mode d’acquisition propre à chacun.
La transférabilité suppose donc la mise en place d’outils pédagogiques personnalisés et adaptés aux besoins et aux niveaux de chaque apprenant.
D’un point de vue technique, la transférabilité est possible grâce à la mise en place d’une méthodologie interactive et l’utilisation d’outils pédagogique spécifiques. 
La transférabilité s’inscrit parallèlement dans l’approche communicative car elle prend sa source dans la cohésion de l’ensemble du groupe et de la faculté naturelle de chacun à se projeter dans un contexte professionnel qui lui est propre. Enfin, l’apprenant doit savoir lui aussi communiquer et décrire son poste de travail de manière à permettre une certaine perméabilité des notions acquises en formation vers son univers professionnel.

## Transférabilité et outils pédagogiques
L'élaboration des outils pédagogiques doit tenir compte de plusieurs facteurs : 
- De l’environnement socio-économique de l’apprenant : apprenant en insertion, en reconversion ;
- De l’environnement professionnel : secteur d’activité (primaire, secondaire, tertiaire), domaine d’activité (administration, collectivité territoriale, demandeur d’emploi…) que le formateur doit connaitre au mieux ;
- Du poste de travail : matériel, tâches, responsabilités.